# Делфт-Колоні (Каліфорнія)
Делфт-Колоні (англ. Delft Colony) — переписна місцевість (CDP) в США, в окрузі Туларе штату Каліфорнія. Населення — 412 особи (2020).

## Географія
Делфт-Колоні розташований за координатами 36°30′43″ пн. ш. 119°26′47″ зх. д. / 36.51194° пн. ш. 119.44639° зх. д. (36.511881, -119.446496).  За даними Бюро перепису населення США в 2010 році переписна місцевість мала площу 0,17 км², уся площа — суходіл.

## Демографія
Згідно з переписом 2010 року, у переписній місцевості мешкали 454 особи в 111 домогосподарстві у складі 97 родин. Густота населення становила 2671 особа/км².  Було 124 помешкання (729/км²).
Расовий склад населення:
| - 46,9 % — білих - 2,9 % — чорних або афроамериканців - 49,3 % — осіб інших рас |

До двох чи більше рас належало 0,9 %. Частка іспаномовних становила 94,3 % від усіх жителів.
За віковим діапазоном населення розподілялося таким чином: 33,5 % — особи молодші 18 років, 59,0 % — особи у віці 18—64 років, 7,5 % — особи у віці 65 років та старші. Медіана віку мешканця становила 26,0 року. На 100 осіб жіночої статі у переписній місцевості припадало 111,2 чоловіків;  на 100 жінок у віці від 18 років та старших — 112,7 чоловіків також старших 18 років.
Середній дохід на одне домашнє господарство  становив 6587 доларів США (медіана — 6917), а середній дохід на одну сім'ю — 6587 доларів (медіана — 6917). 
Цивільне працевлаштоване населення становило 35 осіб. Основні галузі зайнятості: сільське господарство, лісництво, риболовля — 57,1 %, освіта, охорона здоров'я та соціальна допомога — 42,9 %.